# Belle Prairie City
Belle Prairie City è un comune degli Stati Uniti d'America, situato nello Stato dell'Illinois e in particolare nella contea di Hamilton.